# ZNF35
ZNF35‏ (Zinc finger protein 35) هوَ بروتين يُشَفر بواسطة جين ZNF35 في الإنسان.